# بيل لونغ (سياسي)
بيل لونغ (بالإنجليزية: Bill Long)‏ هو صيدلي وسياسي أمريكي، ولد في 1927، وتوفي في 2000. نشط حزبياً في الحزب الجمهوري. وقد انتخب عضو مجلس نواب إنديانا.